# Tinambac
Tinambac ist eine philippinische Stadtgemeinde in der Provinz Camarines Sur.

## Bauwerke
Die Gemeindekirche trägt den Namen San Pascual Baylon.

## Baranggays
Tinambac ist politisch in 44 Baranggays unterteilt.
| - Agay-Ayan - Antipolo - Bagacay - Banga - Bolaobalite - Bani - Bataan - Binalay - Buenavista - Buyo - Cagliliog - Caloco - Camagong - Canayonan - Cawaynan | - Daligan - Filarca (Pob.) - La Purisima (Pob.) - Lupi - Magsaysay (Camp 4) - Magtang - Mananao - La Medalla (Mile 9) - New Caaluan - Olag Grande - Olag Pequeño - Old Caaluan - Pag-Asa - Pantat - Sagrada (Camp 6) | - Salvacion - San Antonio - San Isidro (Pob.) - San Jose (Tiltilan) - San Pascual (Pob.) - San Ramon (Camp 7) - San Roque - San Vicente - Santa Cruz (Pob.) - Sogod - Tambang - Tierra Nevada - Union - Salvacion Poblacion |